# Chailly-lès-Ennery
Chailly-lès-Ennery és un municipi francès, situat al departament del Mosel·la i a la regió del Gran Est. L'any 2007 tenia 345 habitants.

## Demografia

### Població
El 2007 la població de fet de Chailly-lès-Ennery era de 345 persones. Hi havia 112 famílies, de les quals 20 eren unipersonals (8 homes vivint sols i 12 dones vivint soles), 32 parelles sense fills i 60 parelles amb fills.
La població ha evolucionat segons el següent gràfic:
Habitants censats

### Habitatges
El 2007 hi havia 123 habitatges, 121 eren l'habitatge principal de la família i 2 estaven desocupats. 116 eren cases i 7 eren apartaments. Dels 121 habitatges principals, 112 estaven ocupats pels seus propietaris, 7 estaven llogats i ocupats pels llogaters i 2 estaven cedits a títol gratuït; 1 tenia dues cambres, 4 en tenien tres, 25 en tenien quatre i 91 en tenien cinc o més. 105 habitatges disposaven pel capbaix d'una plaça de pàrquing. A 41 habitatges hi havia un automòbil i a 74 n'hi havia dos o més.

### Piràmide de població
La piràmide de població per edats i sexe el 2009 era:
| Homes | Edats   | Dones |
| ----- | ------- | ----- |
| 0     | 95 o +  | 0     |
| 0     | 90 a 94 | 0     |
| 0     | 85 a 89 | 4     |
| 0     | 80 a 84 | 0     |
| 0     | 75 a 79 | 0     |
| 4     | 70 a 74 | 4     |
| 12    | 65 a 69 | 4     |
| 4     | 60 a 64 | 12    |
| 4     | 55 a 59 | 8     |
| 20    | 50 a 54 | 12    |
| 4     | 45 a 49 | 8     |
| 8     | 40 a 44 | 4     |
| 24    | 35 a 39 | 20    |
| 8     | 30 a 34 | 8     |
| 4     | 25 a 29 | 4     |
| 4     | 20 a 24 | 8     |
| 4     | 15 a 19 | 12    |
| 20    | 10 a 14 | 8     |
| 16    | 5 a 9   | 4     |
| 0     | 0 a 4   | 0     |

## Economia
El 2007 la població en edat de treballar era de 231 persones, 168 eren actives i 63 eren inactives. De les 168 persones actives 161 estaven ocupades (84 homes i 77 dones) i 7 estaven aturades (2 homes i 5 dones). De les 63 persones inactives 15 estaven jubilades, 35 estaven estudiant i 13 estaven classificades com a «altres inactius».

### Ingressos
El 2009 a Chailly-lès-Ennery hi havia 122 unitats fiscals que integraven 349 persones, la mediana anual d'ingressos fiscals per persona era de 19.785 €.

### Activitats econòmiques
Dels 7 establiments que hi havia el 2007, 1 era d'una empresa de construcció, 2 d'empreses de comerç i reparació d'automòbils, 1 d'una empresa de transport, 1 d'una empresa d'hostatgeria i restauració, 1 d'una empresa d'informació i comunicació i 1 d'una empresa de serveis.
Dels 2 establiments de servei als particulars que hi havia el 2009, 1 era una lampisteria i 1 restaurant.
L'any 2000 a Chailly-lès-Ennery hi havia 5 explotacions agrícoles.

## Equipaments sanitaris i escolars
El 2009 hi havia una escola elemental.

## Poblacions més properes
El següent diagrama mostra les poblacions més properes.